# Syneches curvipes
Syneches curvipes är en tvåvingeart som först beskrevs av Fabricius 1805.  Syneches curvipes ingår i släktet Syneches och familjen puckeldansflugor.
Artens utbredningsområde är Guyana. Inga underarter finns listade i Catalogue of Life.